# Stade Heliodoro Rodríguez López
Le stade Heliodoro Rodríguez López est un stade de football, située à Santa Cruz de Tenerife (Îles Canaries, Espagne) où le Club Deportivo Tenerife, équipe de football espagnole, joue ses matchs à domicile. Il a des dimensions de 107 x 70 mètres, ce qui en fait le stade avec la plus grande zone de champ des îles Canaries,.
Il porte le nom de l'ancien présidant du Club Deportivo Tenerife, Heliodoro Rodríguez López (es).

## Matchs internationaux
- Espagne - Allemagne 1982, 1-0
- Espagne - Suisse 1989, 2-1
- Espagne - Pologne 1994, 1-1
- Espagne - Slovaquie 1996, 4-1
- Espagne - Suisse 2024, 3-2